# Corvina Veronese
Corvina Veronese is een blauwe druivensoort, die voorkomt in het noordoosten van Italië en wel in de provincie Veneto. Deze druif vindt zijn oorsprong in Kroatië en is daar (nog steeds) bekend onder de naam Hrvatica. Deze druif wordt gebruikt met verschillende andere soorten om er lichte rode wijn van te maken zoals Bardolino en Valpolicella.

## Kenmerken
De druiven zijn klein en hebben een dikke schil, waardoor er enige bescherming is tegen schimmel en rot. Veel kleurpigmenten zijn niet aanwezig en het ontbreekt deze soort ook aan een grote hoeveelheid tannine, waardoor slechts lichte wijnen worden geproduceerd die jong gedronken moeten worden. De wijn is bepaald aromatisch met tonen van amandelen, kersen en ander rood fruit. Typisch is, dat de eerste knoppen op de loten géén vrucht dragen ; daarom heeft hij een lange loot nodig en moet via een pergola of spalliera worden geleid om überhaupt enige opbrengst te geven. De Corvina is op zijn best als hij wordt gebruikt voor recioto-wijnen. Recioto is het proces waarbij de druiven nadat ze zijn geplukt voor een aantal dagen op rieten matten worden gelegd en er zodoende geconcentreerder sap wordt verkregen, doordat overtollig sap verdampt.

## Synoniemen[1]
- Corba
- Corbina
- Corbina Vicentina
- Corgnola
- Corniola

- Corvina
- Corvina Comune
- Corvina Gentile
- Corvina Nera
- Corvina Pelosa

- Corvina Reale
- Corvina Rizza
- Corvine Nostrana
- Croetto
- Crovina

- Cruina
- Curvinessa
- Martinenga
- Sgorbera